# Jalpatagua
Jalpatagua est une ville du Guatemala située dans le département de Jutiapa, dans le Sud-Est du pays.